# Turquestão afegão

Áreas habitadas por turcos (de acordo com a CIA, 2005)

O Turquestão Afegão, também conhecido como Turquestão Meridional, é uma região no norte do Afeganistão, na fronteira com as antigas repúblicas soviéticas do Turcomenistão, Uzbequistão e Tajiquistão. No século XIX, havia uma província no Afeganistão chamada Turquestão com Mazar-e Sharif como capital provincial. A província incorporou os territórios das atuais províncias de Balkh, Kunduz, Jowzjan, Sar-e Pol e Faryab. Em 1890, a província de Qataghan-Badakhshan foi separada da província do Turquestão. Mais tarde, foi abolida por Abdur Rahman Khan.
Todo o território do Turquestão Afegão, da junção do rio Kokcha com o Amu Darya no nordeste até a província de Herat no sudoeste, tinha cerca de 800 quilômetros (500 mi) de comprimento, com uma largura média da fronteira russa até o Hindu Kush de 183 km (114 mi). Compreendia, portanto, cerca de 147.000 km2 (57.000 sq mi) ou cerca de dois nonos do antigo Reino do Afeganistão.

## Geografia
A área é pobre em agricultura, exceto nos vales dos rios, sendo acidentada e montanhosa em direção ao sul, mas afundando em terras áridas e pastagens onduladas em direção ao deserto de Karakum.
A província incluía os canatos de Kunduz, Tashkurgan, Balkh e Akcha no leste e os quatro canatos ou Wilayat Chahar ("quatro domínios") de Saripul, Shibarghan, Andkhoy e Maymana no oeste.

## Demografia
A maior parte da população é uzbeque e turcomana, com grandes concentrações de hazaras, qizilbashs, tártaros, tadjiques e pashtuns.